# 28. december
28. december er dag 362 i året i den gregorianske kalender (dag 363 i skudår). Der er 3 dage tilbage af året.
Dagen kaldes Børnedag.

### Begivenheder
Født - Dødsfald
- 418 - Bonifatius 1. bliver pave.
- 1065 - Westminster Abbey i London indvies af Edvard Bekenderen.
- 1612 - Galileo Galilei bliver den første astronom, der observerer planeten Neptun, selvom han fejlagtigt kategoriserer den som en fiksstjerne.
- 1846 - Iowa bliver den 29. delstat i USA.
- 1879 - Broen over Tay i Skotland styrter sammen under et persontog - over 70 personer omkommer.
- 1908 - Jordskælvet i Messina (7,2 Mw) dræber 72.000 mennesker.
- 1973 - Alexander Solzhenitsyn udgiver Gulag Øhavet.
- 1981 - Det første amerikanske reagensglas baby, Elizabeth Jordan Carr, fødes i Norfolk, Virginia.
- 1999 - Saparmurat Nijasov udråbes til Præsident for Livet i Turkmenistan.

### Født
- 1852 - Kristian Erslev, dansk historiker (død 1930).
- 1856 - Woodrow Wilson, amerikansk præsident (død 1924).
- 1869 - Mouritz Mackeprang, dansk historiker og museumsdirektør (død 1959).
- 1870 - Olaf Hansen, dansk digter, forfatter og dramatiker (død 1932).
- 1881 - Emanuel Gregers, dansk filminstruktør, manuskriptforfatter og skuespiller (død 1957).
- 1882 - Arthur Stanley Eddington, engelsk astronom og astrofysiker (død 1944).
- 1882 - Lili Elbe, dansk maler (død 1931)
- 1888 - F. W. Murnau, tysk filminstruktør (død 1931).
- 1903 - John von Neumann, ungarsk-amerikansk matematiker (død 1957).
- 1903   - Earl Hines, amerikansk musiker, orkesterleder og komponist (død 1983).
- 1922 - Stan Lee, amerikansk tegneserieforfatter (død 2018).
- 1924 - Milton Obote, ugandisk præsident (død 2005).
- 1925 - Hildegard Knef, tysk skuespiller, sanger og forfatter (død 2002).
- 1930 - Ed Thigpen, amerikansk-dansk jazzmusiker (død 2010).
- 1932 - Katy Bødtger, dansk sangerinde (død 2017).
- 1934 - Maggie Smith, engelsk skuespillerinde (død 2024).
- 1935 - Jørgen Svare, dansk jazzmusiker.
- 1953 - Richard Clayderman, fransk pianist.
- 1954 - Denzel Washington, amerikansk skuespiller.
- 1956 - Nigel Kennedy, engelsk violinist.
- 1957 - Jakob Stegelmann, dansk tv-producer og -redaktør.
- 1961 - Kent Nielsen, dansk fodboldspiller og -træner.
- 1962 - Michel Petrucciani, fransk jazzpianist (død 1999).
- 1968 - Brian Steen Nielsen, dansk fodboldspiller og -manager.
- 1969 - Linus Torvalds, finsk opfinder af Linux.
- 1978 - John Legend, amerikansk singer/songwriter

### Dødsfald
- 1829 - Jean-Baptiste Lamarck, fransk biolog (født 1744).
- 1854 - Christian Paulsen, dansk politiker og forfatter (født 1798).
- 1876 - Frederik Paludan-Müller, dansk digter (født 1809).
- 1929 - Holger Hofman, dansk skuespiller og teaterdirektør (født 1868).
- 1937 - Maurice Ravel, fransk komponist (født 1875).
- 1947 - Viktor Emmanuel 3., italiensk konge (født 1869).
- 1952 - Alexandrine, dansk dronning (født 1879).
- 1963 - Paul Hindemith, tysk musiker og komponist (født 1895).
- 1978 - Harald Herdal, dansk forfatter (født 1900).
- 1984 - Sam Peckinpah, amerikansk filminstruktør (født 1925).
- 1986 - Andrei Tarkovsky, russisk filminstruktør (født 1932).
- 1986 - Jan Nieuwenhuys, hollandsk COBRA-kunstner (født 1922).
- 1989 - Hans Sølvhøj, dansk politiker, minister, DR-direktør og hofmarskal (født 1919).
- 1998 - Bjørn Watt Boolsen, dansk skuespiller (født 1923).
- 2004 - Susan Sontag, amerikansk forfatter (født 1933).
- 2007 - Hanne Passer, dansk tegner og kunstner (født 1943).
- 2009 - James "The Rev" sullivan, trommeslager for Avenged Sevenfold (født 1981).
- 2016 - Debbie Reynolds, amerikansk skuespillerinde (født 1932).
- 2016 - Annelise Hovmand, dansk filminstruktør (født 1924).

|  | Denne datoartikel kan blive bedre, hvis der indsættes et (bedre) billede Du kan hjælpe ved at afsøge Wikimedia Commons for et passende billede eller uploade et godt billede til Wikimedia Commons iht. de tilladte licenser og indsætte det i artiklen. |